# 川本耕次
川本 耕次（かわもと こうじ、1953年〈昭和28年〉5月3日 - 2022年〈令和4年〉12月26日）は、元みのり書房、アリス出版、群雄社出版の漫画編集者、官能小説家、カメラマン、ライター。批評集団『迷宮』メンバー。
伝説的自販機本『少女アリス』2代目編集長。三流SF漫画誌『Peke』編集長。『ロリコンHOUSE』監修者。後に実業家、ブロガー、アダルトメディア研究家に転身。WEBサイト『ネットゲリラ』管理人。三流劇画ブーム・ロリコンブームの仕掛け人といわれる。
座右の銘は「ネットゲリラは潜水艦戦である。潜水艦戦に前線はない。自分に有利な時と場所で戦闘を開始する」。

## 来歴

### 漫画批評同人『迷宮』で三流劇画ブームを起こす
静岡県三島市出身。大学在学中から貸本劇画を研究していた縁で米沢嘉博や長谷川秀樹らと出会い、コミックマーケットの創設母体となった批評集団「迷宮」の集会に出入りする。以後、コミックマーケット準備会の中核スタッフとして活動しながら、迷宮の機関誌『漫画新批評大系』に「三流劇画ミニマップ」と題した記事を全国三流劇画共闘会議名義で寄稿し、これが三流劇画ブームの直接的なきっかけとなった。

後に川本は三流劇画ブームを次のように述懐・総括している。

### みのり書房でニューウェーブ漫画誌『Peke』創刊
その後、三流劇画の取材で訪問したみのり書房に入社して1977年10月から『官能劇画』の編集者となる。1978年8月には『月刊OUT』で初の吾妻ひでお特集である「吾妻ひでおのメロウな世界」を企画担当し、翌9月から『月刊コミックアゲイン』の前身となる、先駆的なニューウェーブ漫画誌『Peke』を創刊する。同誌では吾妻にSFパロディ『どーでもいんなーすぺーす』（吾妻の代表作『ななこSOS』の原型となった）を描かせたほか、みのり書房の編集部に出入りしていた無名時代の内山亜紀（ロリコン漫画を初めて描かせる）とさべあのまをデビューさせ、大学時代からの知人であった怪奇漫画家の日野日出志を復活させる。

### 日本初の少女愛専門誌『少女アリス』編集長として―アリス出版でロリコンブームの仕掛け人に
同誌廃刊後は米沢嘉博の仲介で1979年春から自販機本専門のアリス出版に移籍、合併アリスでは第五編集部編集長に就任する。入社当初はレズ雑誌『ガール&ガール』を編集していたが、同年初冬にはロリコンブームの火付け役となった伝説的自販機本『少女アリス』の2代目編集長となる。同誌ではビニ本界の伝説的アイドルであった寺山久美（寺山修司主宰のアングラ劇団「天井桟敷」出身の文学少女）をモデルに新潟県上越市で写真撮影を敢行したほか、コミケットで日本初のロリコン漫画同人誌『シベール』を発表していた吾妻ひでおに美少女漫画を依頼して「純文学シリーズ」を描かせる（後に奇想天外社から『陽射し』としてB5判ハードカバーで単行本化された）。この連作は叙情的に描かれた美少女のかわいさやエロティシズムを明確にテーマにした全8編の作品群で「ロリコン漫画」（後の美少女コミック、いわゆる萌え系エロ）に直結する最重要作品群とみなされている。後に吾妻は川本について「私の転機ともいえる作品を描く時に現れる幸運を運ぶ人」と『失踪日記』で語っていたほか、川本自身も「毎回通って、時には徹夜にもつきあって、原稿をいただいた時の感激は忘れません。時代を変える作品だと、あの頃から確信していました」と述懐している。

ちなみに第2次ロリコンブームの中心人物であった斉田石也は、川本が編集を手がけた『少女アリス』について次のように評価している。

### 群雄社出版を経て『ロリコンHOUSE』監修
1980年、アリス出版から分派した総合出版社「群雄社出版」に転職し、官能小説家・エディター・カメラマンとして活動する。1983年2月には、同社の官能小説レーベル「シガレットロマンス」から『思春期症候群』を上梓、以後わずか半年強で3冊のロリータ官能小説を同社から上梓した。一方、編集者としては自販機本時代や「迷宮」の人脈を総動員した『街には女の子たちがいっぱい』『ロリコン大全集』『少女体験』『アリス倶楽部』などの伝説的ロリコンムックを手がける（このうち一部は、川本が『ふゅーじょんぷろだくと』から引き抜いた『漫画ブリッコ』編集者の小形克宏が編集作業を手伝っている）。1983年6月には、ロリータアイドル・山添みづきのデビュー写真集となった『十二歳の砂時計』（近藤昌良撮影）を企画出版するなどプロデューサーとしての活動も開始する。さらに定期刊行物としてビニ本ルート用のA5判ムック『少女愛専門誌・ありす』（群雄新社→白熊書房）を1982年11月に創刊し、翌1983年7月まで全3号を刊行した。最終的に群雄社の分室「白熊書房」の発行責任者となるも、1983年末頃までに群雄社は倒産。以後、フリーとなる。
1984年からは読み物中心のロリータ総合誌『ロリコンHOUSE』（三和出版）を創刊号から監修する（初代カバーガールは川本がプロデュースした山添みづきが務めた）。なお川本は同誌において、女子中高生が女性ホルモンの関係で思春期の一時的に太っている状態を指す「処女太り」という造語を提唱し、広く認知された概念となる。一方でアンティーク少女・少年写真のコレクターとしてポストカードコレクション写真集『セピア色の少女たち』（シティ出版）の監修も手がけるなど叙情的な美意識も垣間見せた。

### 晩年

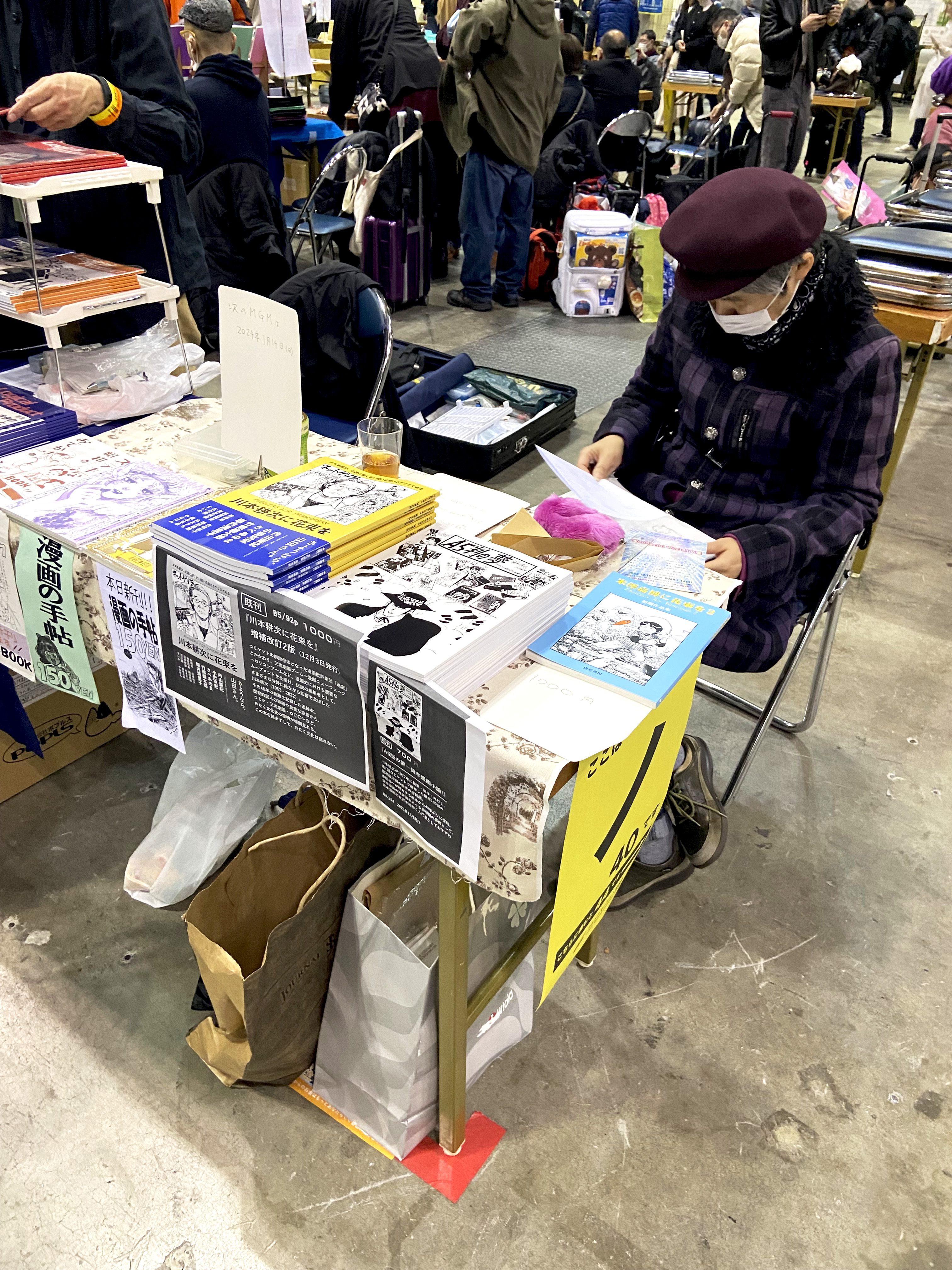
コミックマーケット103の「迷宮」スペースでは、川本の旧友だった米沢嘉博の追悼文集『米沢嘉博に花束を2』と並ぶ形で、有志が編纂した追悼文集『川本耕次に花束を』も頒布された。

1989年の『ロリくらぶ』廃刊後も『アリス・クラブ』（白夜書房→コアマガジン）などに官能小説を連載していたが、ほどなくエロ本業界の第一線から退いて東南アジアを放浪し、この時の経験を活かしてエスニック雑貨屋「えすの屋」を1993年に開店する（伊豆高原駅ビルなどにも数店をかまえた）。この時期は「やまだひろなが」名義で『アジア雑貨屋さんの仕入れ術』（情報センター出版局）、『面白いほどよくわかるタイ裏ワザの旅』（海竜社）、『史上最強のタイみやげ』（旅行人）などの関連書籍を出版している。
晩年は伊豆半島中北端の衛生業界最大手企業（静岡県三島市および伊豆の国市で環境浄化や水道設備などを手掛ける）を父母から継承し、会社は部下に任せて趣味に明け暮れる悠々自適の生活を送っていた。
2022年12月26日昼頃、心不全のため、死去した。69歳没。妻で銅版画家の林由紀子によると、川本はここ十年ほど腎臓を患っており、人工透析が欠かせない体質になっていたという。そうした中、同年暮に新型コロナウイルスの診断を受け、しばらく自宅待機していたが、体調悪化により25日に緊急搬送され、26日に容体が急変したという。2023年1月11日、白馬社の広報担当より、川本の死去が正式に公表された。戒名は「玄徳院法音日博居士」。同年8月13日、かつて川本と関係があった内山亜紀、小形克宏、さべあのま、竹熊健太郎、堀内満里子（火野妖子）らが寄稿した追悼文集『川本耕次に花束を』がコミックマーケット102の「迷宮」スペースで頒布された。
官能小説をのぞく川本耕次名義の唯一の単著に『ポルノ雑誌の昭和史』（ちくま新書）がある。同書の帯コピーは「エロ本屋は、永遠に勝てない闘いを続けるゲリラである」。

## 作品
現在すべて絶版につき入手困難。これについてメイザーズぬまきちは次のように語っている。

### 著書
- 世紀末エロ写真館（青弓社 1996年12月） - 下川耿史、斉田石也、岡村多佳夫との共著
- アジア雑貨屋さんの仕入れ術（情報センター出版局 1998年5月） - やまだひろなが名義
- 面白いほどよくわかるタイ裏ワザの旅（海竜社 2001年4月） - やまだひろなが名義
- 史上最強のタイみやげ（旅行人 2002年3月） - やまだひろなが名義
- ポルノ雑誌の昭和史（ちくま新書 2011年10月） - 元エロ本編集者から見た非メジャー出版史と極私的回想録。電子版のみ入手可能。

### 監修・編集
- 文化総合雑誌・ぶかどん（個人誌、1976年頃／2号まで刊行）[41]
- ぶかどん臨時別冊増刊号・A5判の夢―貸本漫画小論!（1977年12月のコミックマーケット7で頒布された貸本漫画に関する資料系同人誌。限定100部の非売品で再版もなく長らく入手困難だったが、2023年11月に復刻された）
- 三流劇画ミニマップ（コミックマーケットを創設した批評集団「迷宮」の機関誌『漫画新批評大系』第2期1号&2号に「全国三流劇画共闘会議」名義で掲載。前編は1977年12月、後編は1978年4月発行）

個人的なことにもなるが、迷宮として漫画批評誌『漫画新批評大系』を出していた七七年の時点において少女漫画とエロ劇画は、新たな可能性を持つ漫画ジャンルとして取り組みを始めることにもなっていった。七七年十二月に出た『漫画新批評大系』（第2期/VOL.1/迷宮77）において、ぼくは「戦後少女マンガの流れ」の連載を開始し、同時に川本耕次と共に「三流劇画ミニマップ」を“三流劇画共闘会議”名で掲載した。（中略）たぶん、ここから三流劇画ブームはスタートしていったはずなのである。（中略）迷宮の中で三流劇画、エロ劇画に積極的に関わっていたのは川本耕次、青葉伊賀丸、そしてぼくだ。川本はこの年の六月頃には『別冊官能劇画』の編集者となり、業界につながりが出来、迷宮と深い関わりのあった村上知彦が編集に携わる『プレイガイドジャーナル』に企画を立ち上げるなどの動きが重なっていく。亀和田武の人脈による『本の雑誌』でのマンガ評の三流劇画の扱いも含め、サブというよりカウンター的意識を持っていたミニメディアとの結びつきが力を与えていくことになる。『別冊新評 SF新鋭7人集』で同人誌の世界にページを割いてくれたS編集長に「三流劇画」の世界を作らせてくれと言ったのはぼくだが、時期尚早ということで、石井隆を出した後ならという確約をとれたのは秋頃だったという記憶がある。

──米沢嘉博『戦後エロマンガ史』青林工藝舎 2010年4月 221-223頁

- 官能劇画（みのり書房、1977年〜1978年）
- 月刊Peke（みのり書房、1978年9月創刊号〜1979年2月休刊号）※大徳哲雄との共同編集[42]
- 月刊OUT（みのり書房、1978年8月号の吾妻ひでお特集「吾妻ひでおのメロウな世界」企画担当）
- 月刊COMIC AGAIN（みのり書房、1979年5月創刊号で編集協力[22]）

おいらが作ったのは『Peke』という漫画誌なんだが、SFとか鬼太郎とかCOMとか、まぁ、そんな感じです（笑）。この時期、おいらが同人誌で煽った三流劇画というのがメディアに注目されるようになり、大阪で出ていた情報誌『プレイガイドジャーナル』の1978年8月号で座談会が行われるんだが、そこではおいらの肩書きは「新創刊誌の準備中」となってますね。おいらも特にSFやニューウェーブ系漫画をやりたかったわけじゃなく、エロ劇画でも良かったんだが、たまたま会社がアニメで当てたので、その連続性の企画を宛てがわれたわけですね。まぁ『Peke』というのは、あまり売れなくて半年で潰れるんだが、おいらへそ曲がりなので、最後の号の表紙にデカデカと「廃刊号」と入れ、編集後記で大見得切ったわけだ。アジテーションは得意だから（笑）。で、あまり売れないと言ってもそれなりには売れていたわけで「止めないで」という葉書が5000通ほど届いたらしい。経営者が葉書の山に仰天して、でも、おいら、もう会社辞めちゃってるし、廃刊しちゃったしで、後の祭り（笑）。そこで後釜として作られたのが『月刊COMIC AGAIN』です。コレは『COM』の編集をやっていたというオジサンをどっかから連れてきて、創刊号がCOM特集Part2（Part1は『Peke』の廃刊号）というのだから、実質的な復刊ですね。実はおいら、立上げ当時の『月刊COMIC AGAIN』の記事ページの編集まかされて手伝っていたんだが、他にも、別冊新評という出版社で企画していた「三流劇画の世界」という本にかかわるわけだ。

──ネットゲリラ「昭和ポルノ史 番外編 おいらの自伝です その4」（2010年10月10日配信） - ウェイバックマシン（2011年11月16日アーカイブ分）

- 別冊新評 三流劇画の世界（新評社、1979年4月発行）※複数のペンネームを使い分けて構成、ルポ、評論、コラムなどを米沢嘉博らと共に担当

今だから言えるが、ペンネームは6人分だが書いたのは3人。ぼくと川本と青葉である。構成も手伝っている。そんなこともあって「編集後記」では「この特集で筆者の数の不足は否めないが、すぐれた劇画論、作家論を生むためにはもう少し時間が必要かもしれない。この本がそういった意味で今後の資料になればよいが」と編集長にグチられている。これ以前、エロ劇画に触れたものはごくわずかしかない。69年の『えろちか』と74年の『宝島』の特集がそれであり、陽の当たらないジャンルマンガ誌をここまで徹底して取り扱ったのはこの特集雑誌が初めてであり、そうして最後でもあった。この本では75年の創刊ラッシュから、77〜78年の最盛期の状況まで、概要を見渡すことができる。
──米沢嘉博『戦後エロマンガ史』青林工藝舎 2010年4月 225頁

コミケット周辺に集まっていた人間がみんな社会人になり、あるいは編集者に、あるいは作家に、それぞれ連動しながら動いていたのだが、同人誌時代にやった「三流劇画ミニマップ」の余波が、その頃になっていろいろと出て来る。まず、大阪で出ていた情報誌『プレイガイドジャーナル』の1978年8月号で三流劇画をテーマとした座談会があり、翌年には『別冊新評』という雑誌で「三流劇画の世界」という特集が出る。三流劇画の世界は、米澤氏と私でずいぶんたくさんの原稿書いてます。他にほとんど書き手がいなかったので仕方ない。またTVでも人気番組『11PM』で特集が組まれたりと、マスコミ挙げていろいろと騒々しい事になるんだが、その本が出る頃には当人たちはとっくに、次のネタに取り掛かっていたりするわけです。

──川本耕次『ポルノ雑誌の昭和史』筑摩書房〈ちくま新書〉2011年 38頁

1979年の4月の日付で出た『別冊新評・三流劇画の世界』には座談会が載っていて、そこには失業中の私も出席しているのだが、そこでは「ロリコン系のエロ劇画誌を作ってみたい」と発言しているわけです。また、その直前、みのり書房で私が作っていた『Peke』の最終号編集後記では『Little Pretenders 小さなおすまし屋さんたち』（ミリオン出版／1979年1月）という写真集について触れている。次に来るのはロリコンだとそう考えていたのだ。

──川本耕次『ポルノ雑誌の昭和史』筑摩書房〈ちくま新書〉2011年 178-179頁

- さべあのま作品集 シングル・ピジョン 漫画新批評大系叢書Vol.3（迷宮'79、1979年4月8日初版発行）[3]
- 少女アリス（アリス出版、7〜15号、1979年〜1980年。吾妻ひでお「純文学シリーズ」担当）
- ガール&ガール（アリス出版、1979年頃）
- サクラ・ムック―7 街には女の子たちがいっぱい（群雄社出版／笠倉出版社、1981年5月）
- ロリコン大全集（群雄社出版／都市と生活社、1982年5月31日初版、1983年7月改訂、責任編集・監修＝蛭児神建）
  - 吾妻ひでお、内山亜紀、米沢嘉博、蛭児神建、高取英、谷口敬、杉浦日向子、さべあのま、早坂未紀、青山正明、近藤昌良、孤ノ間和歩、千之ナイフ、赤井孝美、女子高生など多彩な人材が集ったロリコンブームの集大成本。初版2万3千部は完売し、1982年末までに4万部を発行した[43]。本書は第1次ロリコンブームの中心人物である蛭児神建が責任編集・監修という名目だが、実質的には川本耕次と元ふゅーじょんぷろだくと編集部の小形克宏（緒方源次郎）によって編集された[44]。主に少女写真やコミックのほか、ロリコン用語の基礎知識（米沢嘉博）、女子高生座談会、少女愛の社会学・考現学を多角的に分析した評論などが掲載されている。付録にロリーポップ着せ替え人形、ろりろりシール、ロリコンカセットレーベル、蛭児神の同人誌『幼女嗜好』出張版付き。吾妻は、当時のロリコン漫画界の諸相を任侠映画風に描き出した『仁義なき黒い太陽・ロリコン編』という「女の子がひとりも出てこない、おっさんばかり出てくる、嫌がらせのような作品（笑）」を寄稿した（川本談）[16][45]。

私は『東京おとなクラブ』のエンドウ編集長のバイクのケツに乗って、82年の東京を突っ走った。新宿御苑前にあるマンションを訪れると、そこはコミック評論誌『ぱふ』の編集部だ。怪しげな男たちが車座になっている。中心であぐらをかくヒゲ面の男が「がっはっはっ」と豪傑笑いした。「いまやロリコンの時代だからよ〜、その決定版を出そうってのよ。『ロリコン大全集』だ!!」。なんでも川本耕次サンというエロ雑誌界の重鎮だそうな。正座して真面目に話を聞いてるのは慶應大学の学生たちだという。その一人が「よろしくお願いしますっ!」と頭を下げて、サッと名刺を差し出した。へえ、学生が名刺を持ってるのか? と驚いたが、そこには〈『突然変異』編集長〉の肩書が。あっ! と思った。『突然変異』を変態ミニコミ雑誌だと椎名誠が朝日新聞の雑誌評で叩き切って、同誌の学生編集者らが『週刊プレイボーイ』で猛反論、椎名に決闘状を叩きつけるという事件があったのだ。さぞコワモテの輩かと思えば、目の前の青白くひょろっとした青年は柔和な笑みを浮かべている。「青山正明」という名前だった。
川本サンは神田にある群雄社という出版社でエロ本を作っていた。当時はビニ本、自販機本の全盛時だ。ビニ本とはビニールで包まれたヌード写真集で、自販機本は自動販売機で売られていたエロ雑誌のこと。自販機のガラス面にマジックミラーが貼られていて、児童が前を通る昼間は鏡だが、夜になるとあら不思議、光のマジックで中が見える!? 煽情的な表紙のエロ雑誌は適当なヌードグラビアと活版ページで構成されている。ザラ紙のその埋め草記事を書く仕事を任されて、私は群雄社に出入りするようになった。「明日までに8ページ、よろしく!」といきなり言われ、〈夏場のアウトドアSEX必勝マニュアル〉みたいないい加減な記事をたったひと晩で書き飛ばすのだ。

──中森明夫「新人類&おたく誕生前夜──急カーブを曲がろうとしていた──“80年安保”が存在したのではないか? 政治闘争ではない。それは、文化、いやカルチャーにおける叛乱＝氾濫だった」新潮社『新潮45』2012年5月号「特集／30年前と30年後」34頁

- 少女体験―夢あふれるロリータポルノグラフィー小説をあなたの許に（群雄社出版、1982年9月）
- ありす（群雄新社→白熊書房、1982年11月号〜1983年7月号、全3号）
- アリス倶楽部―少女愛を探求する世紀末アンソロジィ（群雄社出版、1983年10月創刊号）※群雄社倒産のため続刊されず
- ロリコンHOUSE→ロリくらぶ（三和出版、1984年12月創刊号から1989年8月終刊号まで監修）
- セピア色の少女たち―アンティーク・ポストカード・コレクション（シティ出版、1986年4月）
- 米澤嘉博に花束を（虎馬書房、2008年） - 米澤英子らとの共著。エッセイ「劇画アリスと少女アリスの日々」を執筆。

### 官能小説
- 思春期症候群（群雄社出版 シガレットロマンス 1983年2月）
  - 1988年2月に『美少女の秘密』の題で大陸書房ピラミッド社より再刊。
- エロティック・トラウマ 教師と十二歳の少女の恋物語（群雄社出版 シガレットロマンス 1983年5月）
  - 1989年8月に『教え娘・蜜の匂い』の題で二見書房マドンナメイトより再刊。群雄社版の解説はコミケット主催者の米沢嘉博。

考えてみると、前作『思春期症候群』から奥付でも三か月しか違わない。会社でも通勤の電車の中でも喫茶店でも書いていた。鉛筆を握りしめて寝た。この長編書き下ろしの二作はその甲斐あってか、まだ世に出てない隠れロリコンの諸氏に多大な影響を与えるとともに、川本耕次イコール美少女小説家というイメージを定着させることとなる。それまでのエロ小説ではロリータが正面きってテーマとなることは少なかったし、それを専門にする作家もいなかったのだ。

──川本耕次著作リスト（単行本篇）『エロティック・トラウマ 教師と十二歳の少女の恋物語』解説 - ウェイバックマシン（2002年2月3日アーカイブ分）

- 美少女博物館 欲望のチーズケーキ（群雄社出版 シガレットロマンス 1983年6月）
- 処女喪失 はじめて、男のヒトのがグリグリって入ってきた時、感じちゃった私…（群雄新社 薔薇叢書14 発売日不明）
  - 自販機本『少女アリス』に掲載された川本耕次と青葉伊賀丸執筆の捏造告白が収録された無署名の官能短編小説集。
- ナイロン100％スクール水着（群雄社出版 シガレットスペシャル 1983年9月）
  - 1995年12月に『美少女学園 初体験授業』の題で青樹社（夜想舎ナイトロマン文庫）より再刊。青樹社版収録作品は「ナイロン100％スクール水着」「水に映った紺青」「少女売春」「天国にちょっとだけ近い場所」「従妹」「亜里沙」「上海物語」「魔都物語」の8篇。

群雄社版はカバー印刷にシルバーブルーの特色、本文はなんと活版の二色刷り（通常オフセット印刷）しかも旧字旧カナ遣いもアリという凝りまくった造りの短編集。オートライティング・マシーンとしての書き飛ばし原稿ではなく、ロリコン小説という存在を世の中に認めさせようという意欲にあふれていた時代の作品。ワタシの本の中でどれか一冊、というならコレにトドメをさすんじゃなかろうか。短編ばかりだが、いずれもその後の長編小説の元ネタとなった作品ばかり。粒ぞろいなのだ。イラストは吉田光彦、解説は劇団主催者の小松杏里という下北沢コンビ。出版に賭ける意気込みだけは盛んだったが、群雄社の経営はおもわしくなく、ほどなくしてツブれることとなる。

──川本耕次著作リスト（単行本篇）『ナイロン100％スクール水着』解説 - ウェイバックマシン（2002年2月3日アーカイブ分）

- 美処女喪失（二見書房マドンナメイト 1986年9月）
- トワイライトタイム 茉莉子冬物語（富士見書房 1987年12月）
- 思春期そーしつ休暇（二見書房マドンナメイト 1988年3月）
- 美少女の体験（大陸書房ピラミッド社 1988年4月）
- 花芯伝説 セーラー服も女教師も人妻も（二見書房マドンナメイト 1988年10月）
- 早熟の部屋 長編官能小説（有楽出版社／実業之日本社 1990年1月）
- 淫らな相姦日記妹の下着調べ（二見書房マドンナメイト 1990年7月）
- 早熟の三姉妹 長編官能小説（有楽出版社／実業之日本社 1990年9月）
- 義妹桃肉いじめ（二見書房マドンナメイト 1991年7月）
- セーラー服変態図鑑（二見書房マドンナメイト 1992年5月）
- 美処女欲情（青樹社／夜想舎ナイトロマン文庫 1995年6月）
- 美少女学園超エッチ遊び（蒼竜社 1996年5月）

### 写真集
- 川島めぐみ ときめきのむこうがわ（笠倉出版社/少女文庫 1982年6月）
- 橋本純子 胸いっぱいの初恋（笠倉出版社/少女文庫 1982年6月）
- 山添みづき 十二歳の砂時計（群雄社出版 1983年6月） - 撮影者は近藤昌良。川本耕次が全面プロデュースした。
- 山添みづき13歳 ロリータ・アイドル まだ愛はしらない（三和出版 1984年4月） - 撮影者は近藤昌良。川本耕次が全面プロデュースした[46]。
- 処女香 一ノ瀬悠写真集（Office A_C_P 2004年2月）
- 天然生娘 阿立未来写真集（office A_C_P 2004年4月）
- 伝説の美少女 西村理香（三和出版 2004年5月） - 適法範囲である着衣写真のみで構成。撮影者は力武靖。川本耕次は部分的に関与[47][48]。
- さくら姫 浜ひとみ写真集（office_A_C_P 2004年7月）
- 雛乙女 藍沢ゆうな写真集（office A_C_P 2004年8月）
- 現代に甦る「ビニ本」NUDE（別冊GON! 2004年9月号）
- 喪失日記 小倉杏写真集（office A_C_P 2004年10月）

### 対談・座談会
- プレイガイドジャーナル社『プレイガイドジャーナル』1978年8月号「特集・ぼくたちのまんが その3 君は三流劇画を見たか 迷宮'78編集」
  - 亀和田武『劇画アリス』＋高取英『漫画エロジェニカ』＋山田博良『官能劇画』＋迷宮'78編集部「座談会：三流劇画バトルロイヤル」
- 新評社『別冊新評 三流劇画の世界』1979年4月発行
  - 米沢嘉博＋山田博良＋亀和田武＋中島史雄＋清水おさむ「座談会：三流エロ劇画は何処までいけるか?」
- ラポート『ふゅーじょんぷろだくと』1981年10月号「特集・ロリータあるいは如何にして私は正常な恋愛を放棄し美少女を愛するに至ったか」（担当者：小形克宏）
  - 吾妻ひでお＋谷口敬＋野口正之＋蛭児神建＋早坂未紀＋川本耕次「ロリコン座談会：ロリコンの道は深くて険しいのだ」
- スタジオR／心交社『秘密の花園倶楽部』第8号（2004年4月1日発行）
  - 川本耕次×力武靖「歴代ロリコン王 因縁の大決戦! 今まで語られることはなかったロリメディア発展の歴史―ロリ黎明期の秘密!?」

### 講演
- SFと美少女の季節──Pekeから少女アリスまで（明治大学附属米沢嘉博記念図書館2階閲覧室、2011年5月21日）

## 評価
- 稀見理都 - 川本さんは、三流劇画の研究者、評論家でもあり、自販機本を制作、ロリコンブームの兆しをいち早く捉えメディアに紹介、煽り、『ロリコン大全集』などを発行、自らロリコン小説も執筆した。また、ニューウェーブコミック誌なども立ち上げた人物。オタク文化の黎明期を多く築いた[49]。
- ばるぼら - 川本さんは「貸本漫画」が漫画史においてどんなムーヴメントだったのかを研究した最初期の人であり、「三流劇画」ブームの立役者であり、『Peke』～『アゲイン』を創刊して「ニューウェーブ」を打ち出した人であり、『少女アリス』で吾妻ひでおを起用し「ロリコン」ブームを仕掛けた重要人物です[50]。
- さべあのま - 今でこそ商業出版社の漫画編集者がコミケで新人発掘することは当たり前になりましたが、あの当時はまだその方法論は無い時代でしたので、川本さんのそんなアプローチも、編集者としてはやはり草分け的な行動だったのかも知れません[51]。
- 吾妻ひでお - 川本さんて、なんか怪しくて、こんな風にサングラスをかけていた[52]。最初はみのり書房に就職して『OUT』の「徹底大解剖!! 吾妻ひでおのメロウな世界」や『Peke』の「どーでもいんなーすぺーす」を担当した後、アリス出版に転職して「純文学シリーズ」とか、わりと俺の転機になる作品を描く時に、立ち会ってくれる人だった。一度「今月は同人誌があるので『少女アリス』は休みます」と言ったら、非常に怒っていた[53]。
- 米沢嘉博 - コミケットを中心に、アニメ、少女マンガ、ロック、絵画、SF等に影響を受けた新しい感性の描き手達も登場していた。そして、それをすくいあげようという若い編集者も出てきていた。マルイの頃[54]から集会に参加していた佐川氏、板橋あたりからスタッフとなっていた川本耕次氏。佐川氏は、半年かかって社長をくどきおとし、新雑誌創刊にこぎつける。なにしろ、毎朝毎朝、社長の机の上に新しい同人誌を置いての攻勢だったらしい。新雑誌は、美少年をテーマにした『JUN』。やがてタイトルは『JUNE』に変更となる。川本氏は、三流劇画特集の取材時のコネを生かしてみのり書房に入社し、どういう甘言をろうしたのか、マンガ雑誌をまもなく創刊させることになる。三流SFマンガ誌『Peke』がそれだ。共に78年の夏のことだ。同時期には『プリティプリティ』『はーい』が創刊されており『奇想天外』の“SFマンガ特集号”も出ていた。時代がそういった波にのりつつあったのかもしれない。つまり、メディアのニューウェーブだ。この二誌は半年ほどで休刊となり、いわゆる“ぼくらのマンガ”は敗退することになるのだが、それから数年後『JUNE』は復活し、『Peke』も『コミックアゲイン』と名を変え再生、ニューウェーブ・ブームを巻き起していく[55]。
- 斉田石也 - そう言えば「処女太り」という言葉も、今ではマニア雑誌で当たり前のように使われているが、確か川本氏の新造語だったはず。群雄社発行の『ロリコン大全集』や『ありす』のカコミ記事などを細かく読んでいくと、同じような少女の特徴を捉えた川本氏の新造語、ないしは、彼が引用したことでマニアの間で一般化した表現が散見できる。これなど、おそらく氏の飽くことなき少女観察の賜物と言えるだろう[31]。
- 野崎靖仁 - 川本さんは人気サイト「ネットゲリラ」の管理人。「2ちゃんねる」のスレッドを編集し、冒頭にコメントを付けた記事が大半ですが、カメラや料理といった趣味の話も織り交ぜられており、読ませるワザは、さすが編集者です。「編集者・官能小説家・写真家」としてネット上に作り上げた個人雑誌の趣があります。そんな作業は「昔取った杵柄」なんでしょうね[56]。
- 昼間たかし - 川本は、近著に昨年発行された『ポルノ雑誌の昭和史』（ちくま新書）がある、伝説的なエロ本の編集者だ。けれど、近年では、毒づき方が特徴の人気サイト「ネットゲリラ」の中の人と説明したほうがわかりやすいだろう。かつてはエロ本の名編集者として知られて、昭和史に名を刻んだ川本だが、現在は静岡県で企業人として活躍中だ。筆者も、名刺交換した時に「なんかの社長っぽい人だな」と思ったら、ホントに社長だった。エロ本畑を歩いた挙げ句に、これほど華麗に異業種に転身できた人は寡聞にして聞かない[57]。
- 竹熊健太郎 - 川本耕次さんからは、1980年前後のエロ雑誌業界のアナーキー丸出しの面白がり精神を感じる。命懸けの遊び心だ。川本さんから数年遅れでその業界に入った俺は、30年前のエロ業界の、この世の物とも思えない毒気に当てられて未だ後遺症が消えていない[58]。
- 小形克宏 - 山田（川本）さんは路頭に迷っていた22歳の私をエロ本屋に誘った、編集者の師匠に当たる人。晩年はネット掲示板の管理人として有名だったようだけど、それは彼の本質のごく一部。多才で賑やか、でも寂しがり屋だった[59]。
- 秋嶋亮 - 山田博良（川本耕次）さんの傑出性は、ブルジョアジーとプロレタリアートという二極の視点から、人間・社会を考察できる稀有な能力にあったと僕は分析しています。これはポルノ雑誌編集者から企業の総帥まで務めた、起伏ある濃厚な職業人生の賜であり、我々はこのような懐が深く、猥雑で、碩学で、時に露悪的な、聖と俗を往還する破天荒な言説にしびれたのです。しかし我々が最も共感したのは、弱者に対する優しい眼差しであり、圧制者に対する激しい怒りであり、森羅万象を慈しむ繊細な感性であり、多情多恨な不良少年のごとき一面であり、生きることを愉しみ尽くす豪快な人間的魅力だったのだと思います[60]。